# Малик, Сергей Дмитриевич
Малик Сергей Дмитриевич (род. 16 декабря 1966, Киев) — основатель и президент Киевского городского автомотоклуба (КМАМК), двукратный мастер спорта СССР, мастер спорта Украины, чемпион Украины по кольцевым гонкам, кандидат психологических наук.

## Образование
Окончил факультет «Автоматизация систем управлений войсками» Киевского высшего военного Дважды Краснознаменного инженерного училища связи имени М. И. Калинина (1984—1989) и Львовский государственный университет физической культуры (2006—2007). Кандидат психологических наук, диссертация «Особенности взаимодействия образных и вербальных факторов в детерминации психической активности субъекта» (2005).

## Биография
Родился 16 декабря 1966 года в Киеве. Отец — Малик Дмитрий Петрович, врач. Мать — Малик Надежда Федосеевна, экономист. В старших классах школы принял решение строить карьеру военного, поэтому в 1984 году поступил в Киевское высшее военное Дважды Краснознаменное инженерное училище связи имени М. И. Калинина на факультет «Автоматизация систем управления войсками». После окончания училища в звании лейтенанта с 1989 года по 1990 год проходил службу в Военно-воздушных силах СССР. В 1993 году начал профессионально заниматься автоспортом.
Увлечение спортивными автомобилями, природные лидерские черты характера и цель вывести украинский автоспорт на качественно новый уровень, чтобы каждый украинец имел возможность увидеть яркие спортивные соревнования, вдохновили на создание общественной организации «Киевский городской автомотоклуб» (на украинском — КМАМК), которая начала свою деятельность 29 июня 1996 года. С этого времени и до сегодняшнего дня Сергей Малик является бессменным президентом КМАМК. За годы работы под руководством Сергея Малика КМАМК провел более 300 разноплановых автоспортивных соревнований и около 500 общественных мероприятий.
18 сентября 2004 года Сергей Малик на спортивном автомобиле «Эстония 25» класса «Формула-1600» установил рекорд Украины, заехав на гору Ай-Петри, г. Ялта, Украина. 22 октября 2005 года Сергеем Маликом был установлен ещё один рекорд Украины «Три призовых места во всех трех заездах разных классов автомобилей одной гонки (или соревнования)» — общая длина всех заездов составила 201 километр из 134 кругов. По результатам автоспортивного сезона 2005 года Сергей Малик стал чемпионом Украины по кольцевым гонкам.
20 сентября 2006 года Сергей Малик на автомобиле «Эстония 25» в трех заездах обогнал на 1200-метровой дистанции реактивный самолет Л-29 «Дельфин», за штурвалом которого находился директор полтавского конструкторского бюро по разработке вертолетов «Аэрокоптер», военный летчик первого класса, пилот-инструктор самолетов сверхзвукового класса Игорь Политучий.
20 мая 2007 года КМАМК провел первое в мире «Ралли Дипломатов» — любительское ралли для представителей иностранных дипломатических представительств и международных организаций.
В 2008 году под руководством Сергея Малика вышла на старт ралли Дакар-2008 первая национальная команда на украинском грузовом автомобиле КрАЗ.
Сочетая достижения в автомобильном спорте и общественной деятельности, Сергей Малик в 2005 году защитил кандидатскую диссертацию по теме «Особенности взаимодействия образных и вербальных факторов в детерминации психической активности субъекта», а в 2007 году получил второе высшее образование во Львовском государственном университете физической культуры.
Сергей Малик является идеологом и бессменным организатором таких спортивных соревнований и общественных мероприятий, как Клубное соревнование для женщин «Большое женское ралли», Кубок Киева по картингу, Кубок Киева по слалому, Ралли инвалидов «Каштаны Киевщины», Ралли журналистов, Ралли «Столица», ралли Чемпионов и Фестиваль субкультур.

## Достижения
- Чемпион Украины по кольцевым гонкам 2005 года
- Рекорд Украины «1221 метр — наибольшая высота над уровнем моря, на которые заехал болид класса „Формула“».
- Рекорд Украины «46 минут 57 секунд — самый быстрый заезд на гору Ай-Петри».
- Рекорд Украины «200 км/ч — наибольшая достигнутая скорость во время заезда на гору Ай-Петри».